# Ярослав Гашек

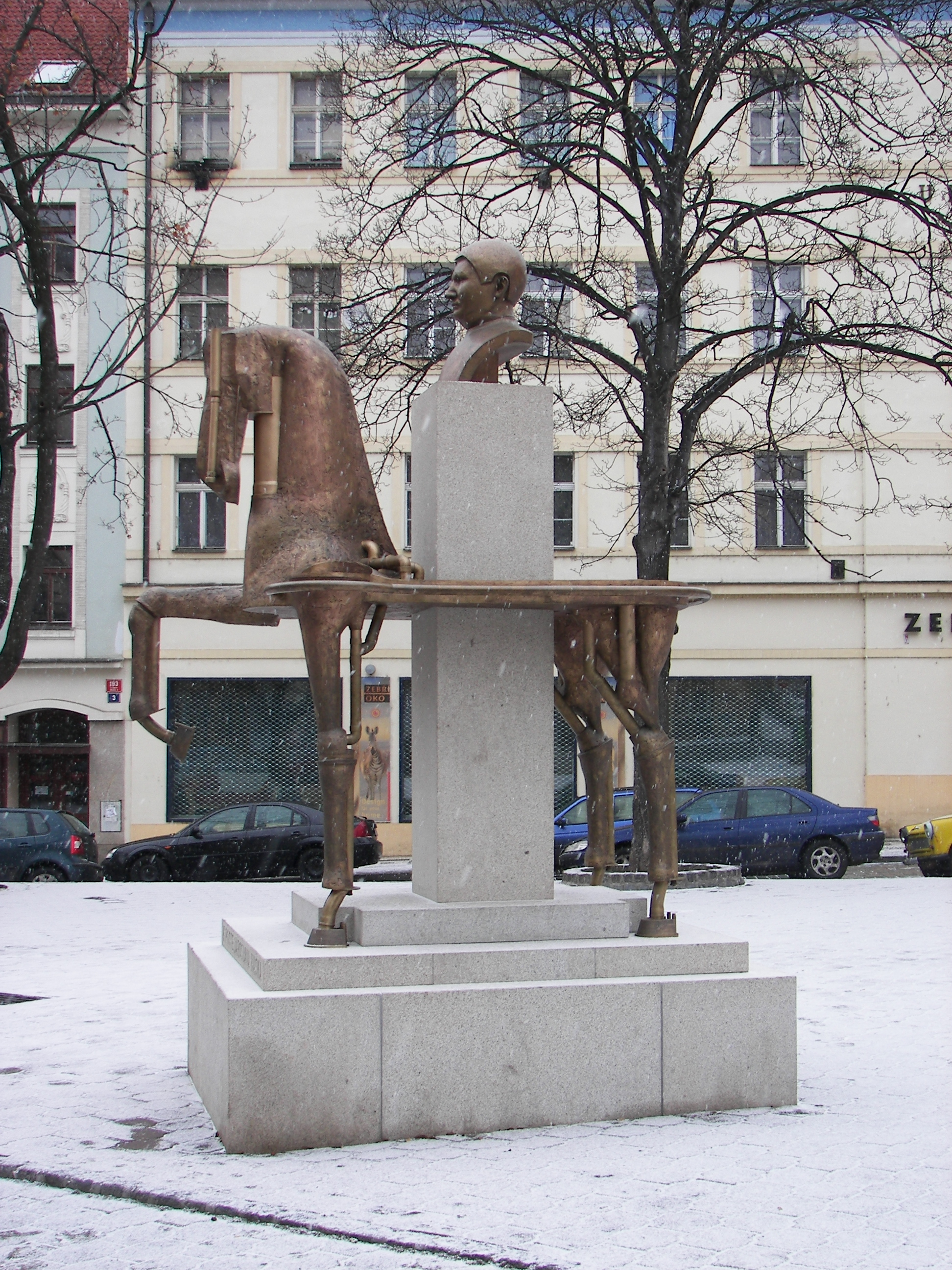
Пам'ятник Я. Гашеку

Я́рослав Матей Франтишек Га́шек (чеськ. Jaroslav Hašek; 30 квітня 1883, Прага — 3 січня 1923, Липниці-над-Сазавою) — видатний чеський письменник-сатирик, автор сатиричного роману «Пригоди бравого вояка Швейка», учасник Першої світової війни. У 1918–1920 роках служив у Червоній армії на Східному фронті, був членом раддепу Іркутська.

## Життєпис
Батько, Йозеф Гашек, виходець із селян, був учителем реального училища, потім гімназії, а згодом став службовцем у банку «Славія». Мати, Катержина Ярешова, також була з селянської родини. Малим підробляв як примар[уточнити], отримуючи 10 крейцерів. 1889 р. хлопець почав відвідувати початкову школу, 1893 р. вступив до гімназії на Житній вулиці, де серед його вчителів був видатний чеський романіст Алоїс Їрасек. 1896 р. від студениця помер Ярославів батько. Матеріальне становище родини, неблискуче й раніше, ще більше погіршилось. Хлопець, що відзначався стільки ж своїми здібностями, скільки незалежністю вдачі, почав без суворого батькового нагляду вчитися гірше й нарешті залишив гімназію, не закінчивши четвертого класу. 1897 року брав участь у заворушеннях. Спершу він пішов учнем до аптеки Кокошина, де пробув недовго. 1899 р. склав іспити до торговельного училища. Закінчивши його на відмінно 1902 р., почав працювати в банку (в тому, де раніш працював його батько), але старанного службовця з нього не вийшло. Вподобавши піші мандри по країні, він двічі без дозволу залишав роботу задля подорожі до Словаччини, і 1903 р. його було звільнено. Відтоді Гашек починає жити винятково з літературної праці.
Дебют — збірка віршів «Травневі вигуки», яку він видав 1903 р. разом з приятелем Л. Гаєком і яка мала пародійний характер. Далі була величезна кількість гумористичних оповідань та фейлетонів, що друкувалися в періодичній пресі й згодом частково ввійшли до збірок, виданих у 1912–1915 рр. У період з 1900 до 1915 року він створив численні твори під 80 псевдонимами. Гашек якийсь час брав участь у літературному угрупованні, що складалося з молоді. Серед учасників було кілька молодих письменників, які згодом посіли помітне місце в чеській літературі (І. Маген, Р. Тесноглідек). На 1904 р. припадає зближення Гашека з анархістською групою. Гашек відвідував збори анархістів, які влаштовував поет С. К. Нейман і на яких бував також Франц Кафка, вступивши у 1907 році до партії чеських анархістів (анархо-комуністів). Водночас вийшов з католицької церкви. В чеському анархістському русі Гашека приваблювало гостро негативне ставлення до австрійської монархії, антиміщанська й антимілітаристська спрямованість. Певний час Гашек був співробітником анархістської преси, виступав за дорученням організації на робітничих зборах, 1907 року він став редактором анархістського журналу «Комуна», але вже наступного року від анархістського руху відійшов. 1908 року редагував журнал «Жіночий огляд».
Гашек був відомий не тільки як письменник-гуморист. Він став популярним у празьких літературних і позалітературних колах як представник літературної богеми. Невлаштований і матеріально незабезпечений побут, залежність від випадкових гонорарів, постійні мандри або блукання по шинках, нескінченні дотепи, жарти та витівки — все робило Гашека постаттю майже легендарною. Про гумориста Гашека розповідали безліч історій та анекдотів, які після його смерті переходять у біографічні праці. В. Мегнер у своїй книзі «Людський профіль Гашека» хоч і сам наводить таких анекдотів немало, проте зауважує, що Гашек мусив би прожити сто років, щоб пережити все те, що йому приписувано, якби воно було хоч наполовину правдою. Частину історій Гашек вигадав сам. Серед іншого Гашек заснував власну політичну партію. Відбувалися збори й мітинги, виголошувалися промови, Гашека навіть було висунуто кандидатом від цієї партії під час виборів до австрійського парламенту. Це була пародія на умовну помірковану політичну партію, сатира була вже в самій назві партії: «Партія поміркованого прогресу в межах закону» (офіційно її було зареєстровано у 1911 році). Після розпуску партії Гашек написав її історію.
Хоча Гашекові оповідання мали свого читача, до того ж численного, письменник більш був знаний як яскрава богемна постать, аніж як поважний літературний діяч. Частково до цього спричинявся сам Гашек. Він пишучи багато, виробляючи власну манеру й вдосконалюючи свою майстерність, він ладен був не надавати своїм творам особливої художньої ваги, трактувати їх серйозно. Ось що пізніше з цього писав І. Маген: «Ми часом страшенно любили Гашека, бо він був саме втілення дотепу. А він, можливо, нас не любив, бо ми гралися в літераторів. І вся суть полягає в тому, що він творив літературу значно інтенсивніше, ніж ми всі, що він власне був літератором, а ми всі відчайдушно тільки намагалися бути літераторами». Ця уявна і вдавана позалітературність Гашека частково призвела й до недооцінки його творчості. Ось, приміром, відома «Історія чеського письменства» Арне Новака. Автор уже зважає на світовий розголос «Швейка» і ладен у ньому вбачити навіть проблиски геніальності. Але присвячує письменникові лише кілька побіжних уваг і не втримується від твердження, що перед війною Гашек був «представником літературної периферії». Щоправда, тут для недооцінки були й інші причини.
З біографічних фактів варта уваги ще чотирирічна закоханість Гашека. Об'єкт його захоплення — Ярміла Майєрова, дочка заможного ремісника (штукатура й скульптора). Батьки не погоджувались на шлюб своєї дочки з людиною підозрілої репутації, до того ще й анархістом, без певного життєвого становища і заробку. Але письменник відійшов від анархістського руху, навіть обійняв посаду редактора журналу «Світ тварин». При цьому повернувся до Католицької церкви. Так він переборов опір батьків, і 1910 р. молодята побрались. Але їхнє спільне життя не тривало довго. Як Гашек редагував «Світ тварин», читачі «Швейка» добре знають: про це розповідає однорічник Марек, якого автор зробив героєм цього епізоду з власної біографії.
Гашек швидко позбувся посади. У 1911—1912 роках редагував орган чеської націонал-соціалістичної партії «Чеське слово». Давні богемні звички, несподівані й постійні мандри, зникання з дому невідомо куди й невідомо на скільки — все це не сприяло родинному життю. Не змінило становища й народження сина. 1912 р. подружжя розлучилося, Ярміла Гашекова повернулась до батьків. До речі, вона лишила певний слід у чеському письменстві як автор кількох збірок оповідань, почасти гумористичних. Написала також спомини про свого колишнього чоловіка, якого пережила на вісім років.

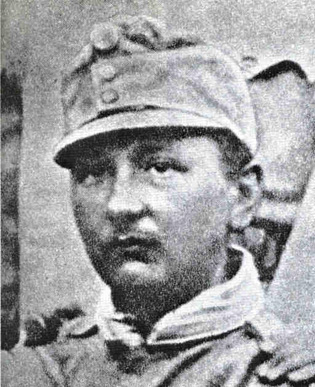
Ярослав Гашек. 1915 рік.

Коли вибухнула світова війна, Гашека мобілізували до 91-го Будейовицького піхотного полку, якому відтоді судилася безсмертна слава, бо саме з цим полком пов'язані всі Швейкові подвиги. У червні 1915 р. Гашек вирушив на фронт до Галичини. 19 липня 1915 року 9-та піхотна дивізія, до якої належав піхотний полк № 91, прибула до селища Обидів, поруч із містом Кам'янка-Струмилова (сучасна назва — Кам'янка-Бузька), де планувалося форсування річки Західний Буг. Натомість, 21 липня дивізія вирушила на північ, щоб підсилити 1-шу армію, яка брала участь у битві під Сокалем, а саме на панівних висотах на південному сході від міста.
22 липня полк маршем дійшов до селища Опільско, на захід від Сокаля, а наступного дня вже був на позиціях біля селища Поториця, за кілька кілометрів на південь від Сокаля. 25 липня 1915 року пролунала команда штурмувати російські позиції на пагорбах 254 (Гора Сокаль), 237 та 234. Це була жорстока битва з жахливими втратами з обох сторін. Підраховано, що 9-та піхотна дивізія втратила близько половини особового складу — загиблими, пораненими і зниклими безвісти. Батальйон Гашека займав одну з найбільш відкритих позицій і зазнав значних втрат. Гашек служив вістовим, завданням якого було доставляти накази та повідомлення до бойових побратимів. Він зумів відзначитися під час бойових дій. Після битви під Сокалем його було підвищено до гефрайтера, а 18 серпня 1915 року у селищі Жджари (сучасна назва: Заставне), що за 15 км північніше Сокаля, він був нагороджений срібною медаллю 2-го ступеня «За хоробрість», виявлену під час боїв біля Поториці 25 липня.
У 1924 році батько «швейкології» та «гашекології», Ян Моравек у своїй серії статей у газеті Večerní České Slovo розповсюдив версію, що Гашек був нагороджений за взяття у полон 300 солдатів російської армії. Ці статті базувалися на інтерв'ю з прямим командиром Гашека, оберлейтенантом Рудольфом Лукашем. Пізніше, у некрологах про Лукаша 1938 року, з'явилися нові деталі цього епізоду. Документ описував, що Гашек отримав завдання провести групу російських полонених до штабу дивізії в Сокалі, але, незважаючи на вказівки Лукаша, він дозволив їм залишити зброю при собі. Це викликало паніку, коли вони прибули в штаб. У 2014 році було віднайдено наказ, згідно з яким Гашека було нагороджено. У цьому документі не згадуються російські полонені. У наказі йдеться про те, що Гашек нагороджений медаллю за те, що у боях 25 липня біля Поториці «невтомно та, нехтуючи власною безпекою, передавав важливі накази та повідомлення про ситуацію на лінії фронту. Він також підбадьорював особовий склад жартами і вигуками, добровільно проводив розвідку та вів невеликі групи до потрібних позицій»
24 вересня 1915 року Гашек добровільно здався в російський полон біля селища Хорупань. Як військовополонений № 294 217 він побував у таборах військовополонених у Дарниці під Києвом та в Тоцькому (колишня Самарська губернія). Дізнавшись, що в російській армії існують чеські військові частини, утворені з чеських колоністів, виявляє бажання увійти до їх складу (став членом легіону у 1916 році), навіть організовує з полонених батальйон добровольців, з якими прибуває до Києва.

Київ. Меморіальна дошка Я. Гашеку на стіні готелю «Прага» (вул. Володимирська, 36), у якому письменник жив у 1916-1918 рр. Дошка прикрашена до 125 річниці від Дня народження письменника. 2008 р.

Тут бере участь у роботі «Спілки чесько-словацьких товариств», стає співробітником газети «Чехослован», органу Київського чесько-словацького товариства. На першому плані у Гашека — пропаганда збройної боротьби проти Австро-Угорської монархії, створення військових легіонів для національного визволення чехів і словаків. Певний час Гашек стояв навіть на монархічних позиціях, вважаючи, що чеським королем має стати хтось із династії Романових.
Події Лютневої революції, а потім Жовтневого перевороту кардинально змінили світогляд Гашека. Він зрадив національний табір. Коли командування чеських легіонів стало боротися з комуністами, Гашек порвав з легіонами. В березні 1918 р. він переїхав з Києва до Москви, де згодом вступив до чехословацької секції Комуністичної партії. 1918 року вдруге оженився на Олександрі Григорівні Львовій. Протягом двох років був на відповідальній роботі в Червоній армії: очолював групу комуністів-агітаторів у Самарі, був помічником коменданта міста Бугульми, завідував друкарнею в Уфі, випускав газети кількома мовами, друкуючи в них багато власних статей та фейлетонів. Якийсь час Гашек був начальником іноземної секції політвідділу П'ятої армії, виявивши надзвичайну енергію та працездатність.
У листопаді 1920 р. за розпорядженням Центрального Чехословацького бюро при ЦК РКП(б) Гашек повернувся для партійної роботи на батьківщину. Але поразка комуністичного руху в тодішній Чехословаччині не дала йому можливості для такої роботи. Починається знову період випадкових літературних заробітків і богемного життя.
Тоді Гашек почав працювати над своїм найвидатнішим твором — «Пригодами бравого вояка Швейка». Роман в уривках друкувався в періодичній пресі, давній приятель Гашека художник Йозеф Лада почав робити до нього ілюстрації, що згодом стали класичними. Але видавця для окремого видання знайти не пощастило, отже довелося заснувати власне ефемерне видавництво — в складі самого автора і його друзів: письменника Ф. Сауера з братом і фотографа В. Чермака. Роман з'явився окремими випусками, що їх розпродувати довелось самим «видавцям».
Перший том був закінчений у серпні 1921 р. Тим часом стан здоров'я Гашека дедалі гіршав. Письменник приймає пропозицію художника Я. Панушки і виїздить у невеличке містечко Липниці. Друзі сподівалися, що спокій і свіже повітря поліпшать письменникове здоров'я. Навесні 1922 р. в Липницях він купив невеликий будиночок, де й працював далі над «Швейком». Роман мав великий успіх, — на той час перший том вийшов уже четвертим виданням, а другий — третім. З'явилась і перша інсценізація роману, — письменник побував на виставі в Гавлічковому Броді й був захоплений майстерною грою Карла Нолля, що виконував роль Швейка.
Але сил ставало все менше. Гашек уже не міг писати сам, а диктував секретареві, спеціально для цього найнятому. Як згадує секретар, востаннє він записував 29 грудня 1922 р., а на п'ятий день, 3 січня 1923, Ярослава Гашека не стало.

## Гашкологія
Гашкологія (Haškology) — це неофіційна назва напряму досліджень, що об'єднує дослідників літературної спадщини та біографії Ярослава Гашека. Систематичні студії його життя та творчості розпочалися лише в 1950-х роках, коли комуністичний режим Чехословаччини визнав письменника ідеологічно прийнятним. Найвідомішими гашкологами є Радко Питлік, який опублікував низку фундаментальних праць, а також Ян Моравек, Сесіл Паррот, Ян Бервід-Буквой та Павел Ган, які досліджували життя Гашека в історичному контексті. Гашкологія не обмежується Чехією: конференції гашкологів відбувалися в Австрії та Німеччині. 
Сучасні дослідження активно розвиваються завдяки оцифруванню архівів та відкриттю нових матеріалів. Наприклад у 2014 році гашкологи отримали доступ до раніше невідомих щоденників Яна Ванєка, товариша Гашека по службі в 91-му піхотному полку.

## Переклади українською

### Історія українських перекладів
Твори Гашека українською мовою перекладали багато відомих українських літераторів: Степан Масляк, Олександр Залужний, Микола Зорко, Остап Вишня, Юрій Лісняк, Ольга Паламарчук, О. Лєнік, Г. Паніко, Е. Двой та інші.
Історія українських перекладів «Пригод бравого вояки Швейка» Ярослава Гашека фрагментарно почалася ще від 1920-х років. А вже у 1930-х роках повний переклад з'явився чотирма частинами у Львові. Перша частина в перекладі Олександра Залужного (псевдонім Юрія Шкрумеляка) вийшла в ілюстрованому видавництві «Луна» у 1930 році, а всі решта — в перекладі Миколи Зорка (псевдонім Миколи Топольницького) в бібліотеці «Воєнні спомини», відповідно у 1930, 1932 та у 1936 роках. До речі, четверта частина була доповнена продовженням Пригоди бравого вояки Швейка в російському полоні Карела Ванєка в перекладі того ж таки Миколи Зорка. Частково цей переклад був передрукований Юрієм Шкрумеляком у 1956 році у Нью-Йорку.
Майже синхронно з'явилися і дві перші частини «Швейка» в перекладі Е. Двоя за редакцією А. Березинського — перша в Харкові в Державному видавництві України (1930), а друга — в Києві у видавництві «Література і мистецтво» (1932). У цьому проєкті планувалося опублікувати продовження К. Ванєка, проте йому не судилося здійснитися.
Переклад Степана Масляка, вперше вийшов у Києві 1958 року у видавництві «Радянський письменник». Активне побутування цього перекладу пояснюється його якістю та фаховістю, а також постійною потребою час від часу перевидавати українського «Швейка». Це переклад є одним з найбільш якісних та близьких до оригіналу серед усіх. Першу авторську редакцію перекладу здійснив Г. Кочур ще у 1966 році для видавництва «Дніпро». Це ж видавництво випустило перевидання цього перекладу (щоправда, вже в іншій редакції), зокрема, в серії «Вершини світового письменства» (1970) та в двотомнику творів Я. Гашека (1983). Ці та інші редакції тексту перекладу С. Масляка щось до нього додавали, а щось навіть віднімали, проте ці зміни не мали посутнього характеру.

## Вшанування пам'яті
У місті Київ є бульвар Ярослава Гашека.
У містах Бориспіль, Львів, Мукачево є вулиця Ярослава Гашека.
У місті Первомайськ є провулок Ярослава Гашека.

### Список українських перекладів
Видавництво Луна та Друкарня Ч. Вернера
- - Я. Гашек. Пригоди доброго вояка Швейка в світовій війні (1-ша ч.: Швейк в запіллю (Гінтерляндії) / Переклав укр. Олександр Залужний, худ. Й. Ляда. — Львів: Луна, 1930. — 167 с.
  - Я. Гашек. Пригоди доброго вояка Швейка в світовій війні (2-га ч.: Швейк на фронті) / Переклав укр. Микола Зорко. — Львів: Луна, 1930. — 170 с. — (Бібліотека «Воєнні спомини»).
  - Я. Гашек. Пригоди доброго вояка Швейка в світовій війні (3-тя ч.: Славетний прочухан) / Переклав укр. Микола Зорко, худ. Й. Ляда. — Львів: Друк. Ч. Вернера, 1932. — 160 с. — (Бібліотека «Воєнні спомини»).
  - Я. Гашек. Пригоди доброго вояка Швейка в світовій війні (4-та ч.) / Переклав укр. Микола Зорко. — Львів: Друк. Ч. Вернера, 1936. — (Бібліотека «Воєнні спомини»).

Видавництво «Радянський письменник»
- - Я. Гашек. Пригоди бравого вояка Швейка / Переклав з чес. Степан Масляк. — К.: Радянський письменник, 1958. — 624 с.

Видавництво «Дніпро»
- - Я. Гашек. Пригоди бравого вояка Швейка / Переклад з чес. Степана Масляка, за ред. Г. Кочура. — К.: Дніпро, 1966.
  - Я. Гашек.Пригоди бравого вояка Швейка / Переклад з чес. Степана Масляка. — К.: Дніпро, 1970. — («Вершини світового письменства»).
  - Я. Гашек. Пригоди бравого вояка Швейка. Твори: У 2-х т. — Том 2 / Переклад з чес. Степана Масляка. — К.: Дніпро, 1983. — 669 с.[16]
  - Я. Гашек. Пригоди бравого вояка Швейка / Переклад з чес. Степана Масляка. 717 с. — К.: Дніпро, 1990. — («Шкільна бібліотека»).

Видавництво «Фоліо»
- - Я. Гашек. Пригоди бравого вояка Швейка / Переклад з чес. Степана Масляка, за ред. І. В. Мельниченко. — Харків: Фоліо, 2002. — 701 с. — ISBN 966-03-1850-2 (в пал.).
  - Я. Гашек. Пригоди бравого вояка Швейка / Переклад з чес. Степана Масляка, за ред. І. В. Мельниченко. — Харків: Фоліо, 2006. — 686 с. — («Бібліотека світової літератури»). — ISBN 966-03-3447-8 (в пал.).[17]
  - Я. Гашек. Пригоди бравого вояка Швейка / Переклад з чес. Степана Масляка, за ред. І. В. Мельниченко. — Харків: Фоліо, 2008. — 688 с. — («Бібліотека світової літератури» / Ін-т л-ри ім. Т. Г. Шевченка НАН України). — ISBN 978-966-03-4605-2 (в пал.).
  - Я. Гашек. Пригоди бравого вояка Швейка / Переклад з чес. Степана Масляка, за ред. І. В. Мельниченко, вступ. ст. Г. Сиваченко. — Харків: Фоліо, 2008. — 688 с. —(«Бібліотека світової літератури» / Ін-т л-ри ім. Т. Г. Шевченка НАН України). — ISBN 978-966-03-4606-2 (в пал.).

Видавничий дім «Наутілус»
- - Феномен Швейка / Переклад з чес. Степана Масляка. — Львів: Наутілус, 2003. — 485 с. (в пал.).[18]

Видавництво «Фактор»
- - Пригоди бравого вояка Швейка (скорочено): за романом Ярослава Гашека / Літер. переказ С. В. Руденко; іл. Л. Е. Чайки. — Харків: Фактор, 2005. — 112 с. — («Чарівний ліхтар для серед. шк. віку»). — ISBN 966-312-329-Х (книжка); — ISBN 966-312-045-2 (серія).

Видавництво «Школа»
- - Я. Гашек. Пригоди бравого вояка Швейка / Переклад з чес. Степана Масляка. — К.: Школа, 2006. — 480 с. — ISBN 966-661-495-2 (в пал.).

Видавництво «Розумна дитина»
- - Я. Гашек. Пригоди бравого вояка Швейка / Переклад з чес. Степана Масляка, мал. К. Лавро. — К.: Розумна дитина, 2007. — 582 с. — ISBN 966-2929-26-6.

Видавництво «Кальварія»
- - Я. Гашек. Пригоди бравого вояка Швейка: У 2-х т. / Переклад з чес. Степана Масляка, за ред. Івана Лучука. 800 с. — Львів: Кальварія, 2009. — 800 с. — ISBN 978-966-663-093-6; — ISBN 978-966-663-094-3; — ISBN 978-966-663-098-1.

Видавництво «А-БА-БА-ГА-ЛА-МА-ГА»
- - Я. Гашек. Пригоди бравого вояка Швейка / Переклад з чес. Степана Масляка за редакцією Івана Малковича, худож. Й. Лада. — К.: А-БА-БА-ГА-ЛА-МА-ГА, 2009. — 736 с. — ISBN 978-966-7047-71-9.
  - Я. Гашек. Пригоди бравого вояка Швейка / Переклад з чес. Степана Масляка за редакцією Івана Малковича, худож. Й. Лада. — Вид. 2-е. — К.: А-БА-БА-ГА-ЛА-МА-ГА, 2009. — 736 с. — ISBN 978-966-7047-71-9.
  - Я. Гашек. Пригоди бравого вояка Швейка / Переклад з чес. Степана Масляка за редакцією Івана Малковича, худож. Й. Лада. — Вид. 4-е. — К.: А-БА-БА-ГА-ЛА-МА-ГА, 2012. — 735 с. — ISBN 978-966-7047-71-9.